# Nürnberger Versicherungscup 2015
La Nürnberger Versicherungscup 2015 è stato un torneo di tennis giocato all'aperto sulla terra rossa. È stata la 3ª edizione del Nürnberger Versicherungscup, che fa parte della categoria International nell'ambito del WTA Tour 2015. Si è giocato al Tennis Club 1. FCN Seit 1924 a Norimberga, dal 17 al 23 maggio 2015.

## Partecipanti

### Teste di serie
| Nazionalità | Giocatrice                | Ranking* | Testa di serie |
| ----------- | ------------------------- | -------- | -------------- |
| Germania    | Andrea Petković           | 9        | 1              |
| Germania    | Angelique Kerber          | 11       | 2              |
| Germania    | Sabine Lisicki            | 22       | 3              |
| Italia      | Roberta Vinci             | 44       | 4              |
| Slovacchia  | Anna Karolína Schmiedlová | 46       | 5              |
| Italia      | Karin Knapp               | 51       | 6              |
| Giappone    | Kurumi Nara               | 54       | 7              |
| Germania    | Carina Witthöft           | 56       | 8              |

* Ranking all'11 maggio 2015.

### Altre partecipanti
Giocatrici che hanno ricevuto una wildcard per il tabellone principale:
- Anna-Lena Friedsam
- Antonia Lottner
- Tatjana Maria

Giocatrici passate dalle qualificazioni:

- Misaki Doi
- Andreea Mitu
- Rebecca Peterson
- Yulia Putintseva
- Alison Van Uytvanck
- Renata Voráčová

## Campionesse

### Singolare
Karin Knapp ha sconfitto in finale  Roberta Vinci,  7–6(5), 4–6, 6–1.
- È il secondo titolo in carriera per la Knapp, il primo del 2015.

### Doppio
Chan Hao-ching /  Anabel Medina Garrigues hanno sconfitto in finale  Lara Arruabarrena /  Raluca Olaru con il punteggio di 6–4, 7–6(5).